# Danh sách nơi cư trú của hoàng gia Anh
Nơi cư trú của vương thất Anh là các cung điện, lâu đài và nhà cửa thuộc sở hữu của các thành viên hoàng gia Anh tại Vương quốc Anh. Một số nơi, như Cung điện Buckingham và Lâu đài Windsor, thuộc sở hữu của quốc vương Anh nhờ vào địa vị của mình là vua hoặc nữ hoàng, trong khi những nơi khác như Lâu đài Balmoral và Nhà Sandringham thuộc sở hữu cá nhân, và chúng đã được truyền qua nhiều thế hệ. Một số cung điện hoàng gia không còn là nơi cư trú (ví dụ: Cung điện Westminster và Cung điện Whitehall). Một số vẫn được sử dụng không thường xuyên cho các sự kiện hoàng gia, chẳng hạn như Lâu đài Hillsborough ở Bắc Ireland.
Các cung điện hoàng gia được hưởng một số đặc quyền pháp lý: ví dụ, có miễn thuế đối với đồ uống có cồn được bán trong các quán bar tại Cung điện Westminster và được miễn các luật về an toàn và sức khỏe. Theo Luật Halsbury của Anh, không thể bắt giữ một người trong "biên giới" của một cung điện hoàng gia (mặc dù khẳng định này bị mâu thuẫn bởi một bản ghi nhớ của Thư ký của Nhà Commons đối với Cung điện Westminster) và khi một cung điện hoàng gia được sử dụng làm nơi cư trú (bất kể quốc vương có thực sự sống ở đó vào thời điểm đó không), các quy trình tư pháp không thể được thực thi trong cung điện đó.
Không giống như các quốc gia khác của Vương quốc Anh, không có nơi ở chính thức cho thành viên nào của hoàng gia ở xứ Wales.

## Những nơi cư trú của hoàng gia hiện tại
| Nơi ở                   | Vị trí                                      | Loại                  | Người ở                                                        | Chú thích |
| ----------------------- | ------------------------------------------- | --------------------- | -------------------------------------------------------------- | --- |
| Cung điện Buckingham    | Luân Đôn, Anh                               | Hoàng quyền           | Nữ vương và Công tước xứ Edinburgh                             | Nơi ở chính thức tại Luân Đôn |
| Lâu đài Windsor         | Windsor, Berkshire, Anh                     | Hoàng quyền           | Nữ vương và Công tước xứ Edinburgh                             | Nơi ở chính thức tại quốc gia |
| Cung điện Holyroodhouse | Edinburgh, Scotland                         | Hoàng quyền           | Nữ vương và Công tước xứ Edinburgh                             | Nơi ở chính thức tại Scotland (khi hoàng gia thực hiện các nhiệm vụ chính thức tại Scotland: chủ yếu vào tuần Holyrood trong tháng 7) |
| Lâu đài Hillsborough    | Hạt Down, Bắc Ireland                       | Hoàng Quyền           | Nữ vương và Công tước xứ Edinburgh                             | Nơi ở chính thức tại Bắc Ireland (khi hoàng gia thực hiện các nhiệm vụ chính thức tại Bắc Ireland)                                    |
| Nhà Sandringham         | Sandringham, Norfolk, Anh                   | Riêng tư              | Nữ vương và Công tước xứ Edinburgh                             | Từ Giáng Sinh đến tháng 2, thừa kế từ vua cha của Nữ hoàng                                                                            |
| Lâu đài Balmoral        | Aberdeenshire, Scotland                     | Riêng tư              | Nữ vương và Công tước xứ Edinburgh                             | Tháng 8 và tháng 9, Thừa kế từ vua cha của Nữ hoàng                                                                                   |
| Craigowan Lodge         | Balmoral, Aberdeenshire                     | Riêng tư              | Nữ vương và Công tước xứ Edinburgh                             | Thừa kế từ vua cha của Nữ hoàng |
| Nhà Clarence            | Luân Đôn                                    | Hoàng Quyền           | Thân vương xứ Wales và Camilla, Công tước phu nhân xứ Cornwall | Nơi ở chính thức tại Luân Đôn |
| Nhà Highgrove           | Gloucestershire                             | Tước công xứ Cornwall | Thân vương xứ Wales và Camilla, Công tước phu nhân xứ Cornwall | |
| Llwynywermod            | Myddfai, Llandovery, Carmarthenshire, Wales | Tước công xứ Cornwall | Thân vương xứ Wales và Camilla, Nữ công tước xứ Cornwall       | Nơi thường ở của Thân vương xứ Wales tại Wales                                                                                        |
| Tamarisk                | Quần đảo Scilly                             | Tước công xứ Cornwall | Thân vương xứ Wales và Camilla, Nữ công tước xứ Cornwall       | |
| Birkhall                | Balmoral, Hạt Aberdeenshire                 | Riêng tư              | Thân vương xứ Wales và Camilla, Nữ công tước xứ Cornwall       | Trước đây được sử dụng bởi Vương mẫu hậu Elizabeth; tại lâu đài Balmoral                                                              |
| Cung điện Kensington    | Luân Đôn                                    | Hoàng quyền           | Công tước và Nữ Công tước xứ Cambridge                         | Nơi ở chính tức tại Luân Đôn, cũng là một cung điện hoàng gia cũ                                                                      |
| Anmer Hall              | Nhà Sandringham, Norfolk                    | Riêng tư              | Công tước và Nữ Công tước xứ Cambridge                         | Tại bãi đất Nhà Sandringham |
| Cung điện Buckingham    | Luân Đôn                                    | Hoàng quyền           | Công tước và Nữ Công tước xứ Sussex                            | Nơi ở chính thức tại Luân Đôn |
| Frogmore Cottage        | Windsor, Berkshire                          | Hoàng quyền           | Công tước và Nữ Công tước xứ Sussex                            | Nơi ở chính thức tại quốc gia, thuê từ Hoàng quyền                                                                                    |
| Cung điện Thánh James   | Luân Đôn                                    | Hoàng quyền           | Vương nữ Vương thất                                            | Nơi ở chính thức tại Luân Đôn |
| Gatcombe Park           | Minchinhampton, Gloucestershire             | Riêng tư              | Vương nữ Vương thất                                            | Nhà riêng |
| Cung điện Buckingham    | Luân Đôn                                    | Hoàng quyền           | Công tước xứ York                                              | Nơi ở chính thức tại Luân Đôn |
| Royal Lodge             | Windsor, Berkshire                          | Hoàng quyền           | Công tước xứ York                                              | Nơi ở chính thức tại quốc gia, thuê từ Hoàng quyền                                                                                    |
| Cung điện Thánh James   | Luân Đôn                                    | Hoàng quyền           | Vương tôn nữ Beatrice xứ York                                  | Nơi ở hiện tại, thuê từ� Hoàng quyền                                                                                                  |
| Royal Lodge             | Windsor, Berkshire                          | Hoàng quyền           | Vương tôn nữ Beatrice xứ York                                  | |
| Ivy Cottage             | Cung điện Kensington, Luân Đôn              | Hoàng quyền           | Vương tôn nữ Eugenie xứ York                                   | Nơi ở hiện tại, thuê từ Hoàng quyền                                                                                                   |
| Royal Lodge             | Windsor, Berkshire                          | Hoàng quyền           | Vương tôn nữ Eugenie xứ York                                   | |
| Cung điện Buckingham    | Luân Đôn                                    | Hoàng quyền           | Earl and Countess of Wessex                                    | Nơi ở chính thức tại Luân Đôn |
| Bagshot Park            | Bagshot, Surrey                             | Hoàng quyền           | Bá tước và Nữ Bá tước xứ Wessex                                | Nơi ở chính thức tại quốc gia, thuê từ Hoàng quyền                                                                                    |
| Cung điện Kensington    | Luân Đôn                                    | Hoàng quyền           | Công tước và Nữ Công tước xứ Gloucester                        | Nơi ở chính thức tại Luân Đôn |
| Barnwell Manor          | Barnwell, Northamptonshire                  | Riêng tư              | Công tước và Nữ Công tước xứ Gloucester                        | Không ở – kể từ 2017 nó được sở hữu bởi Đồ cổ Nhà Windsor.                                                                            |
| Nhà Wren                | Cung điện Kensington, Luân Đôn              | Hoàng quyền           | Công tước và Nữ Công tước xứ Kent                              | Nơi ở chính thức tại Luân Đôn |
| Cung điện Thánh James   | Luân Đôn                                    | Hoàng quyền           | Vương tôn nữ Alexandra, Tông nữ Danh dự Ogilvy                 | Nơi ở chính thức tại Luân Đôn |
| Thatched House Lodge    | Richmond, Luân Đôn                          | Hoàng quyền           | Vương tôn nữ Alexandra, Phu nhân Danh dự Ogilvy                | Nơi ở chính thức tại quốc gia, thuê từ Hoàng quyền                                                                                    |
| Cung điện Kensington    | Luân Đôn                                    | Hoàng quyền           | Vương tôn và Vương tôn phi Michael xứ Kent                     | Nơi ở tại Luân Đôn, thuê từ Hoàng quyền                                                                                               |